# Fenevad (film, 2022)
A Fenevad (eredeti cím: Beast) 2022-es amerikai thriller, amelyet Baltasar Kormákur rendezett. A forgatókönyvet Ryan Engle írta, Jaime Primak Sullivan története alapján. A főszerepben Idris Elba, Sharlto Copley, Iyana Halley, Leah Sava Jeffries és Riley Keough látható.
A filmet az Amerikai Egyesült Államokban 2022. augusztus 19-én jelent meg a mozikban a Universal Pictures forgalmazásában. Magyarországon augusztus 11-én mutatta be a UIP-Dunafilm.

## Cselekmény
A nemrég megözvegyült Dr. Nate Samuels lányaival, Meredith-tel és Norah-val a dél-afrikai Kruger Nemzeti Parkban nyaral. Nate találkozik régi barátjával, Martin Battles biológussal és egy Mopani vezetővel, aki bemutatta Nate-et és feleségét. Martin elviszi Nate-et és a lányokat abba a faluba, ahol Nate felesége felnőtt. Nate bűntudatot vall Martinnak, mert nagyon távolságtartó volt, miután elvált a feleségétől, aki halálos rákban szenvedett. Az utazást a lányaival való kibékülésre akarja felhasználni.
Másnap Martin és a család meglátogatja a rezervátum korlátozott területeit. Martin megmutatja nekik a helyi oroszlánfalkát, és rájön, egyikük lába megsérült. Egy közeli conga közösségben Martin felfedezi, hogy a lakosság nagy része halott. Martin arra gyanakszik, egy renegát emberölő a felelős, ezért visszasiet jelenteni a történteket. Nate egy sérült Tsonga férfira bukkan az úton, de nem tudja megmenteni. Martint szétmarcangolja az oroszlán, miközben üldözi azt. Az oroszlán megtámadja Nate-et is, de időben fedezékbe vonul az autóban. Meredith elhajt, egyenesen egy fának ütközve, és az úton rekednek.
Martin walkie-talkie-n keresztül figyelmezteti Nate-et, maradjon távol, mert az oroszlán csaliként használja Martint, így csalogatva elő a többieket. Mivel a rádión nem tudnak segítséget hívni, Nate összerak egy nyugtatófegyvert. Szembeszáll az oroszlánnal, remélve, hogy legyőzi, majd visszahozhatja Martint, és visszatérhet a civilizációba. Az oroszlán rátámad, ekkor Meredith kihasználja a figyelemelterelést, és megmenti Martint. Miután az oroszlán kiüti Nate kezéből a fegyvert, Norah nyugtatólövedéket szúr az állat hátába, aminek hatására visszavonul. Meredith visszaviszi Martint az autóhoz, Nate pedig ellátja a sebét.
Az éjszaka beálltával az időközben felépült Martin azt gyanítja, hogy az oroszlán elszabadult, miután orvvadászok megölték a falkáját. Nem sokkal később megérkeznek az orvvadászok, és kezdetben beleegyeznek, hogy 5000 dollárért cserébe elvigyék a csoportot a faluba. A feszültség fokozódik, amikor az orvvadászok felfedezik az autóban a lelkes orvvadászellenes Martint. Az oroszlán megtámadja és elűzi az orvvadászokat, legtöbbjüket megölve. Nate elmanőverezik az oroszlán elől, és megtalálja az orvvadászok kocsikulcsát. Az autóhoz visszatérve Martin elég ideig feltartóztatja az oroszlánt ahhoz, hogy a testvérek elmenekülhessenek, bár Meredith súlyosan megsebesül. Az autó egy szakadékba csapódik, és Martin feláldozza magát a szivárgó benzin felrobbanásával, ami jelentősen megégeti az oroszlánt. Nate beindítja a teherautót, majd Meredith-tel és Norah-val elhajt, de hamar le kell állítania a kocsit, mielőtt kifogy a benzin. Otthagyják a teherautót, és egy közeli elhagyatott iskolaépület felé veszik az irányt. 
Az elhagyott épületben, amely az orvvadászok bázisául szolgált, Nate ellátja Meredith sebét, és vizet keres. Az oroszlán megjelenik, és a lányokra vadászik, de Nate visszatér, és elzavarja. Nate bezárja lányait egy szobába, és megígéri, visszajön, ha legyőzte az oroszlánt. Provokálva az oroszlánt elcsalogatja a helyi oroszlánfalkához.
A lázadó oroszlán utoléri és marcangolja Nate-et, majdnem megöli, amíg a hím falkatagok közbelépnek, és megölik a lázadót. Egy Mopani alkalmazott érkezik, és megmenti az eszméletlen Nate-et.
Amikor felébred a kórházban, a lábadozó Nate azt mondja a lányoknak, hogy szereti őket. Nem sokkal később mindhárman visszatérnek a rezervátumba, ezúttal egységes családként, és újra elkészítik azt a fényképet, amelyet Nate néhai felesége készített magáról kedvenc fája mellett.

## Szereplők
| Szerep           | Színész            | Magyar hang         |
| ---------------- | ------------------ | ------------------- |
| Dr. Nate Samuels | Idris Elba         | Galambos Péter      |
| Meredith Samuels | Iyana Halley       | Koller Virág        |
| Norah Samuels    | Leah Sava Jeffries | Hegedűs Johanna     |
| Martin Battles   | Sharlto Copley     | Széles Tamás        |
| Kees             | Martin Munro       | Debreczeny Csaba    |
| Camo             | Thapelo Sebogodi   | Bor László          |
| pilóta           | Kazi Khuboni       | Ligeti Kovács Judit |
| Banji            | Tafara Nyatsanza   | Katona Péter Dániel |
| Mutende          | Ronald Mkwanazi    | Törköly Levente     |
| Amahle           | Naledi Mogadime    | Nádasi Veronika     |

## A film készítése
2020 szeptemberében jelentették be, hogy Idris Elba lesz a főszereplője a Universal Pictures által készült Fenevad című filmjének, amely Jaime Primak-Sullivan eredeti ötlete alapján készült, rendezője pedig Baltasar Kormákur lett. 2021 júniusában Sharlto Copley, Iyana Halley és Leah Sava Jeffries csatlakozott a szereplőgárdához. A forgatás 2021. június 1-jén kezdődött Dél-Afrikában, és tíz hétig tartott. A forgatás Limpopo és Észak-Fokföld vidéki tartományaiban, valamint Fokvárosban is zajlott.

## Bemutató
A Fenevad 2022. augusztus 19-én kerül a mozikba a Universal Pictures forgalmazásában.

## Fordítás
- Ez a szócikk részben vagy egészben  a   Beast (2022 American film) című angol Wikipédia-szócikk fordításán alapul.  Az eredeti cikk szerkesztőit annak laptörténete sorolja fel. Ez a jelzés csupán a megfogalmazás eredetét és a szerzői jogokat jelzi, nem szolgál a cikkben szereplő információk forrásmegjelöléseként.